# Кавун Віктор Миколайович
Віктор Миколайович Кавун (нар. 12 листопада 1954, с. Струтинка) — український співак, педагог. Заслужений артист України.

## Життєпис
Народився 12 листопада 1954 року у селі Струтинка Липовецького району Вінницької області.
З 1971 року проживає, навчається і працює в м. Києві.
1985 — закінчив Київську державну консерваторію ім. П. І. Чайковського, вокальний факультет, кваліфікація: сольний спів.
З 1984 р.- соліст-вокаліст Національної філармонії України, Викладач вокалу, посади з 2007—2019 доцент, професор ВНЗ.
З 2007 року на викладацькій роботі. 
2007—2017 Національна академія керівних кадрів культури і мистецтв (НАКККіМ). ст. викладач, доцент, професор кафедри естрадного виконавства, академічний та естрадний вокал.
2015—2016 професор кафедри естрадного співу Київської муніципальної академії естрадного та циркового мистецтва. (КМАЕЦ).
З 2017 — по теперішній час, доцент кафедри культурології Національного університету біоресурсів та природокористування (НУБіП Україна). студія академічного та естрадного вокалу «Солоспів»
Одружений, двоє дітей, онуки.
Був на БАМі, у Вірменії (під час ліквідації наслідків землетрусу), брав участь у ліквідації аварії на Чорнобильській АЕС.Понад 70 виступів з концертами в зоні АТО.
Гастролював у багатьох країнах світу, зокрема: Канада, США, Німеччина, Італія, Іспанія, Бельгія, Швейцарія, більше десяти разів — у Франції.
Член Національних: всеукраїнської музичної спілки та спілки театральних діячів України.

## Творчість
Великим успіхом користувалися українські народні пісні та арія Андрія (молитва) із опери «Запорожець за Дунаєм». Саме за виконання цього твору, згодом, присвоїли почесну міжнародну мистецьку премію імені С.Гулака–Артемовського.
У репертуарі співака пісні на музику і слова Мар'яна Гаденка, Василя Іваницького, Володимира Мельникова, Володимира Конощенка, Юрія Васильківського, Ганни Півньової, Альфреда Кухарєва, Аліни Грекуль, Миколи Свидюка, Зої Кучерявої, Миколи Невмитого, Олександра Романюка, Олександра Грека, Миколи Прощерука та багатьох інших.
Найпопулярніші в його виконанні пісні: «На коня», «На Миколи у Миколи», «Генерали»…

## Громадська діяльність
Веде активну роботу по естетичному та патріотичному вихованню підростаючого покоління — постійний член журі Всеукраїнського фестивалю мистецтв «Майбутнє україни — діти!», Міжнародного фестивалю культури «Гребінчині вечорниці» та багатьох інших, цікаво проводить майстер-класи з вокалу.

## Відзнаки
- 1997 — Міжнародна мистецька премія імені С.Гулака–Артемовського
- 2004 — Подяка, 2010 — Почесна грамота Київського міського голови
- 2011 — Почесна грамота Президії Українського фонду культури
- 2012 — Грамота Верховної Ради України
- 2006 — Почесне звання «Заслужений артист України»[1]
- 2014 — Лауреат літературно-мистецької премії імені І.Нечуя-Левицького
- 2015 — Лауреат Міжнародної премії ЗА ДОБРОЧИННІСТЬ МДФ «Українська хата»
- 2018 — Почесна грамота Міністерства оборони України
- 2019 — Почесна грамота Міністерства культури України
- 2019 — Почесна грамота Всеукраїнського товариства «Просвіта» імені Т.Шевченка

## Наукові та нотні видання
1. укладач: Кавун В. М. «Популярні українські народні пісні Покуття» Нотне видання. Полтава: Полтавський літератор, 2016—168с.
2. укладач: Кавун В. М. Навчальний посібник «Сольний спів. Спів на еластичному диханні» Виховання молодого вокаліста. Вокально-педагогічний репертуар, для студентів ВНЗ культури і мистецтв III—VI акредитації. 352 ст.  2017 р. Видавництво «Нова Книга» м. Вінниця  352 ст.  2017 р.
3. укладач: Кавун В. М. «Хай не старять вас роки, дорогі мої батьки» Нотне видання. Збірник пісень про маму. К: «Центр учбової літератури» м. Київ,  134с. — 2018 р.
4. укладач: Кавун В. М., Нікітін Д. О. «Словник музично-вокальних термінів»  Ірпінь: ТОВ "Видавництво «Перун»  2019 р. — 448с., (понад 2700 вокальних термінів, українською мовою).
5. Навчально — методичне видання. Кавун В. М. «Уроки вокалу» (майстер — класи) Компанія «МЕНЕДЖМЕНТ–XXI». На 2-х дисках, посібник з відеоуроками № 3/2012 р. (випуск 21 — 22)

Понад 12  наукових статей в наукових виданнях ВАК України, Вірменії, Білорусії